# Ambrózfalva
Ambrózfalva é um município da Hungria, situado no condado de Csongrád-Csanád. Tem 11,22 km² de área e sua população em 2019 foi estimada em 484 habitantes.